# Land (Noruega)
Land és un districte tradicional d'Oppland, Noruega, que consisteix en els municipis de Nordre Land i Søndre Land. En l'època dels vikings, Land era una petita regne. Land es troba en la part nord del Randsfjorden. La parròquia de Land era un municipi fins al 1837, que es va dividir en Nordre i Søndre Land. En el moment de la partició Lantenia una població de 9.199.